# Вагаршак (легендарный царь)
Вагаршак (арм. Վաղարշակ) — армянский легендарный царь, живший во II веке до н. э.
Древние армянские историки считают его братом парфянского царя Аршака Великого или Митридата I Великого (171 до н. э.—138/137). При помощи последнего около 31 лет правил в Армении сделав своей столицей Нисибис. Мовсес Хоренаци приписывает Вагаршаку разные реформы административного, политического, военного, экономического и культурного характера. Историчность Вагаршака стала дискуссионным начиная со второй половины XIX века, и до сих пор остаётся предметом научной полемики. Из исследователей К. Басмаджян, Х. Самуелян предлагали отождествлять его с Трдатом I, Я. Манандян с Вагаршем II.

## Комментарии[3]
Согласно «История Армении» М. Хоренаци: через шестьдесят лет после смерти Александра Македонского (Александр Великий умер 13 июня 323 г. до н. э.), то есть в 263 г. до н. э., племени по названии Парны (в древних источниках апарны, жили в юго-восточной части Каспийского моря, в соседстве своих родственних племён дахов и врканов) вождём стал Аршак Храбрый. В это время Антиох II Теос (261—246 гг. до н. э.) взошёл на трон сельевкидов. Воспользовавшись слабостью последнего, ряд стран вышли из государства Селевкидов, следуя их примеру, по М. Хоренаци: на одиннадцатом году правления Антиоха II Теоса (то есть в 250 г. до н. э.) сатрап парфянской страны восстал и вышла из подчинения македонцев. Воспользовавшись случаем Аршак Храбрый победил сатрапа Андрагора и поселился в Парфии, после чего присоединил прилегающие районы и земли, которые были отделены от сельевкидов, построив себе город под названием Бахл Аравотин /Багир — Ниса /. После Аршака Храброго на трон парфян взошёл его брат Тиридат (248 г. до н. э.). Последний начал расширять границы своего владения, захватив соседний Вркан и Мидия. В 228 г. до н. э. царь сельевкидов Селевк II Каллиник (246 г. до н. э. — 226 г. до н. э.) был вынужден признать власть Тиридата /Аршак II/ над территорией Парфии, чей тронный город стал Гекатомфилосом (к югу от нынешнего Дамгана). С этого времени начался календарь парфян, и их царское богатство было названо Аршакиды в честь Аршака Храброго. М. Хоренаци Тиридата называл Аршаком Великим (считая его внуком Аршака Храброго).
М. Хоренаци пишет: После смерти последнего правителя армянского царства Ервандиды, в Великой Армении начались беспорядки и разные вожди один за другим стремились править нашей страной. Поэтому Аршак Великий легко вошёл в Армению и своего брата Вагаршака назначил царём Армении. Будучи разумным человеком, он правил самостоятельно в пределах своих границ Армении: он наладил жизнь и порядок в нашей стране, который был возможен, создал государственные структуры и руководители из подходящих людей, происходивших от потомков нашего предка Айка и других племён.
См. (Մ. Խորենացի «Պատմություն Հայոց» Եր.-1981թ, էջ 115—117, /М. Хоренаци «История Армении» Ереван-1981, стр. 115—117/), а также («Հայկական Սովետական Հանրագիտարան» Եր-1983թ. Հոդ. «Պարթևական թագավորություն», /«Армянская советская энциклопедия» Ер-1983 г. ст. «Парфянское царство»/)